# Convenção Internacional sobre a Proteção dos Direitos de Todos os Trabalhadores Migrantes e Membros das Suas Famílias

A Convenção Internacional sobre a Protecção dos Direitos de Todos os Trabalhadores Migrantes e Membros das Suas Famílias é um tratado multilateral das Nações Unidas que rege a protecção dos trabalhadores migrantes e das suas famílias. Assinado a 18 de dezembro de 1990, entrou em vigor a 1 de julho de 2003, após o limite de 20 Estados ratificantes ter sido atingido em março de 2003. O Comité de Trabalhadores Migrantes (CMW) monitoriza a implementação da convenção e é um dos sete órgãos de tratados de direitos humanos vinculados à ONU. A convenção aplicava-se, em setembro de 2023, em 59 países.

## Contexto
"É hora de olhar de forma mais abrangente as várias dimensões da questão migratória, que agora envolve centenas de milhões de pessoas e afecta os países de origem, trânsito e destino. Precisamos de entender melhor as causas dos fluxos internacionais de pessoas e a sua complexa inter-relação com o desenvolvimento." Secretário-Geral das Nações Unidas Kofi Annan, no seu relatório sobre o fortalecimento da Organização, a 9 de novembro de 2002.

## Visão geral
O artigo 7.º desta Convenção protege os direitos dos trabalhadores migrantes e das suas famílias, independentemente de "sexo, raça, cor, língua, religião ou convicção, opinião política ou de outra natureza, origem nacional, étnica ou social, nacionalidade, idade, posição económica, propriedade, estado civil, nascimento ou outro estado".
Esta Convenção também é lembrada pela Convenção sobre os Direitos das Pessoas com Deficiência no Preâmbulo.

## Partes e signatários
Até setembro de 2023, os países que ratificaram a Convenção foram principalmente países de origem dos migrantes (como México, Marrocos e Filipinas). Para esses países, a Convenção é um veículo importante para proteger os seus cidadãos que vivem no exterior. Nas Filipinas, por exemplo, a ratificação da Convenção ocorreu num contexto caracterizado por vários casos de maus-tratos de trabalhadores filipinos no exterior: tais casos prejudicaram a população filipina e motivaram a ratificação da Convenção. No entanto, esses países também são países de trânsito e destino, e a Convenção delineia a sua responsabilidade de proteger os direitos dos migrantes no seu território, e eles pouco fizeram para proteger os de fora no seu território.
| Estado                   | Estado | Estado     | Assinatura             | Ratificação             | Formato      | População (2019) |
| ------------------------ | ------ | ---------- | ---------------------- | ----------------------- | ------------ | ---------------- |
| Albânia                  |        | Parte      |                        | 5 de junho de 2007      | Adesão       | 2,878,000        |
| Argélia                  |        | Parte      |                        | 21 de abril de 2005     | Adesão       | 43,851,000       |
| Argentina                |        | Parte      | 10 de agosto de 2004   | 23 de fevereiro de 2007 | Ratificação  | 45,196,000       |
| Armênia                  |        | Signatário | 26 de setembro de 2013 |                         |              | 2,963,000        |
| Azerbaijão               |        | Parte      |                        | 11 de janeiro de 1999   | Adesão       | 10,139,000       |
| Bangladesh               |        | Parte      | 7 de outubro de 1998   | 24 de agosto de 2011    | Ratificação  | 164,689,000      |
| Belize                   |        | Parte      |                        | 14 de novembro de 2001  | Adesão       | 398,000          |
| Benim                    |        | Parte      | 15 de setembro de 2005 | 6 de julho de 2018      | Ratificação  | 12,123,000       |
| Bolívia                  |        | Parte      |                        | 16 de outubro de 2000   | Adesão       | 11,673,000       |
| Bósnia e Herzegovina     |        | Parte      |                        | 13 de dezembro de 1996  | Adesão       | 3,281,000        |
| Burquina Fasso           |        | Parte      | 16 de novembro de 2001 | 26 de novembro de 2003  | Ratificação  | 20,903,000       |
| Cabo Verde               |        | Parte      |                        | 16 de setembro de 1997  | Adesão       | 556,000          |
| Camboja                  |        | Signatário | 27 de setembro de 2004 |                         |              | 16,719,000       |
| Camarões                 |        | Signatário | 15 de setembro de 2009 |                         |              | 26,546,000       |
| Chade                    |        | Parte      | 26 de setembro de 2012 | 22 de fevereiro de 2022 | Ratificação  | 16,426,000       |
| Chile                    |        | Parte      | 24 de setembro de 1993 | 21 de março de 2005     | Ratificação  | 19,116,000       |
| Colômbia                 |        | Parte      |                        | 24 de maio de 1995      | Adesão       | 50,883,000       |
| Comores                  |        | Signatário | 22 de setembro de 2000 |                         |              | 870,000          |
| Congo, Republic of the   |        | Parte      | 29 de setembro de 2008 | 31 de março de 2017     | Ratificação  | 5,518,000        |
| Costa do Marfim          |        | Parte      |                        | 26 de setembro de 2023  | Adesão       | 29,344,847       |
| Equador                  |        | Parte      |                        | 5 de fevereiro de 2002  | Adesão       | 17,643,000       |
| Egito                    |        | Parte      |                        | 19 de fevereiro de 1993 | Adesão       | 102,334,000      |
| El Salvador              |        | Parte      | 13 de setembro de 2002 | 14 de março de 2003     | Ratificação  | 6,486,000        |
| Fiji                     |        | Parte      |                        | 19 de agosto de 2019    | Adesão       | 896,000          |
| Gabão                    |        | Signatário | 15 de dezembro de 2004 |                         |              | 2,226,000        |
| Gâmbia                   |        | Parte      | 20 de setembro de 2017 | 28 de setembro de 2018  | Ratificação  | 2,417,000        |
| Gana                     |        | Parte      | 7 de setembro de 2000  | 7 de setembro de 2000   | Ratificação  | 31,073,000       |
| Guatemala                |        | Parte      | 7 de setembro de 2000  | 14 de março de 2003     | Ratificação  | 17,916,000       |
| Guiné                    |        | Parte      |                        | 7 de setembro de 2000   | Adesão       | 13,133,000       |
| Guiné-Bissau             |        | Parte      | 12 de setembro de 2000 | 22 de outubro de 2018   | Ratificação  | 1,968,000        |
| Guiana                   |        | Parte      | 15 de setembro de 2005 | 7 de julho de 2010      | Ratificação  | 787,000          |
| Haiti                    |        | Signatário | 5 de dezembro de 2013  |                         |              | 11,403,000       |
| Honduras                 |        | Parte      |                        | 9 de agosto de 2005     | Adesão       | 9,905,000        |
| Indonésia                |        | Parte      | 22 de setembro de 2004 | 31 de maio de 2012      | Ratificação  | 273,524,000      |
| Jamaica                  |        | Parte      | 25 de setembro de 2008 | 25 de setembro de 2008  | Ratificação  | 2,961,000        |
| Quirguistão              |        | Parte      |                        | 29 de setembro de 2003  | Adesão       | 6,524,000        |
| Lesoto                   |        | Parte      | 24 de setembro de 2004 | 16 de setembro de 2005  | Ratificação  | 2,142,000        |
| Libéria                  |        | Signatário | 22 de setembro de 2004 |                         |              | 5,058,000        |
| Líbia                    |        | Parte      |                        | 18 de junho de 2004     | Adesão       | 6,871,000        |
| Madagáscar               |        | Parte      | 24 de setembro de 2014 | 13 de maio de 2015      | Ratificação  | 27,691,000       |
| Malawi                   |        | Party      | 23 de setembro de 2022 | 23 de setembro de 2022  | Ratification | 19,130,000       |
| Mali                     |        | Parte      |                        | 5 de junho de 2003      | Adesão       | 20,251,000       |
| Mauritânia               |        | Parte      |                        | 22 de janeiro de 2007   | Adesão       | 4,650,000        |
| México                   |        | Parte      | 22 de maio de 1991     | 8 de março de 1999      | Ratificação  | 128,933,000      |
| Montenegro               |        | Signatário | 23 de outubro de 2006  |                         |              | 628,000          |
| Marrocos                 |        | Parte      | 15 de agosto de 1991   | 21 de junho de 1993     | Ratificação  | 36,911,000       |
| Moçambique               |        | Parte      | 15 de março de 2012    | 19 de agosto de 2013    | Ratificação  | 31,255,000       |
| Nicarágua                |        | Parte      |                        | 26 de outubro de 2005   | Adesão       | 6,625,000        |
| Níger                    |        | Parte      |                        | 18 de março de 2009     | Adesão       | 24,207,000       |
| Nigéria                  |        | Parte      |                        | 27 de julho de 2009     | Adesão       | 206,140,000      |
| Palau                    |        | Signatário | 20 de setembro de 2011 |                         |              | 18,000           |
| Paraguai                 |        | Parte      | 13 de setembro de 2000 | 23 de setembro de 2008  | Ratificação  | 7,133,000        |
| Peru                     |        | Parte      | 22 de setembro de 2004 | 14 de setembro de 2005  | Ratificação  | 32,972,000       |
| Filipinas                |        | Parte      | 15 November 1993       | 5 de julho de 1995      | Ratificação  | 109,581,000      |
| Ruanda                   |        | Parte      |                        | 15 de dezembro de 2008  | Adesão       | 12,952,000       |
| São Tomé and Príncipe    |        | Parte      | 6 de setembro de 2000  | 10 de janeiro de 2017   | Ratificação  | 219,000          |
| Senegal                  |        | Parte      |                        | 9 de junho de 1999      | Adesão       | 16,744,000       |
| Sérvia                   |        | Signatário | 11 de novembro de 2004 |                         |              | 8,737,000        |
| Seicheles                |        | Parte      |                        | 15 de dezembro de 1994  | Adesão       | 98,000           |
| Serra Leoa               |        | Signatário | 15 de setembro de 2000 |                         |              | 7,977,000        |
| Sri Lanka                |        | Parte      |                        | 11 de março de 1996     | Adesão       | 21,413,000       |
| São Vicente e Granadinas |        | Parte      |                        | 29 de outubro de 2010   | Adesão       | 111,000          |
| Síria                    |        | Parte      |                        | 2 de junho de 2005      | Adesão       | 17,501,000       |
| Tajiquistão              |        | Parte      | 7 de setembro de 2000  | 8 de janeiro de 2002    | Ratificação  | 9,538,000        |
| Timor-Leste              |        | Parte      |                        | 30 de janeiro de 2004   | Adesão       | 1,318,000        |
| Togo                     |        | Parte      | 15 November 2001       | 16 de dezembro de 2020  | Ratificação  | 8,279,000        |
| Turquia                  |        | Parte      | 13 de janeiro de 1999  | 27 de setembro de 2004  | Ratificação  | 84,339,000       |
| Uganda                   |        | Parte      |                        | 14 de novembro de 1995  | Adesão       | 45,741,000       |
| Uruguai                  |        | Parte      |                        | 15 de fevereiro de 2001 | Adesão       | 3,474,000        |
| Venezuela                |        | Parte      | 4 de outubro de 2011   | 25 de outubro de 2016   | Ratificação  | 28,436,000       |